# Casoli
Casoli é uma comuna italiana da região dos Abruzos, província de Chieti, com cerca de 5.971 habitantes. Estende-se por uma área de 66 km², tendo uma densidade populacional de 90 hab/km². Faz fronteira com Altino, Civitella Messer Raimondo, Gessopalena, Guardiagrele, Palombaro, Roccascalegna, Sant'Eusanio del Sangro.

## Demografia
| Variação demográfica do município entre 1861 e 2011                               |
|                                                                                   |
| Fonte: Istituto Nazionale di Statistica (ISTAT) - Elaboração gráfica da Wikipedia |